# Cattedrale di Puebla

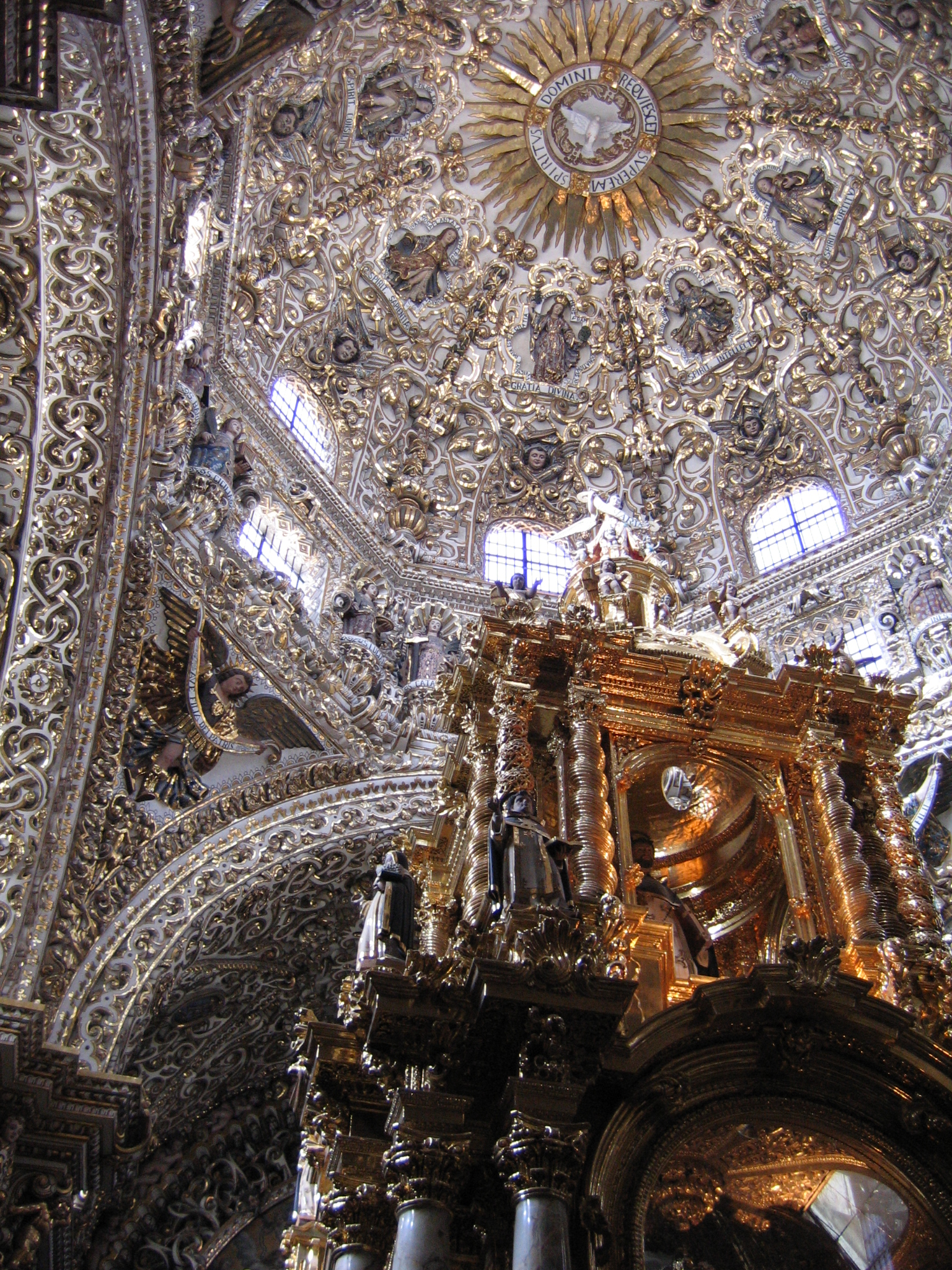
La cappella del Rosario.

La cattedrale dell'Immacolata Concezione di Maria Vergine (in spagnolo: Catedral Basílica de Nuestra Señora de la Inmaculada Concepción de Puebla) è la cattedrale di Puebla, in Messico. È la sede dell'arcidiocesi di Puebla de los Ángeles.

## Storia e descrizione
La chiesa fu iniziata alla fine del XVI secolo su ordine di Filippo II di Spagna, fu consacrata nel 1649, anche se la struttura non era stata ancora completata. Infatti nel 1678 fu conclusa la torre nord quella sud nel 1768.

Notevole al suo interno è la cappella del Rosario, realizzata fra il 1650 e il 1690. Ricca di decorazioni (realizzate dal pittore José Rodríguez Carnero) e simbologie è una ottima manifestazione del barocco coloniale spagnolo.